# Пасадинская Мадонна
«Мадо́нна и младе́нец с кни́гой», известная как «Пасади́нская Мадонна», — картина итальянского художника эпохи Возрождения Рафаэля, датируется 1502—1503 годами.
На картине изображена Дева Мария с младенцем на коленях, их фигуры сбалансированы и беспечны. Композиция организована лаконичной геометрией: персонажи вписаны в треугольник, их лица и тела изображены геометрически идеализированно. Глубокий, синий силуэт Мадонны контуром арки охватывает фигуру ребёнка и обрамляет книгу, подчёркивая трогательность держащих её рук.
«Пасадинская Мадонна» создана Рафаэлем под влиянием его учителя Перуджино, что типично для ранних работ умбрийского периода.